# Werner Kremp
Werner Kremp (* 1. März 1945 in Lauingen (Donau); † 1. April 2016) war ein deutscher Politikwissenschaftler und Gründungsdirektor der Atlantischen Akademie Rheinland-Pfalz.

## Leben
Werner Kremp besuchte das Humanistische Gymnasium bei St. Stephan in Augsburg. Er studierte Politikwissenschaft, Soziologie und Zeitungswissenschaft in München, erwarb 1971 seinen Magister und promovierte 1973. Im Anschluss war er 18 Jahre lang als Dozent für politische Bildung bei der Friedrich-Ebert-Stiftung in Saarbrücken tätig. Seine Forschungstätigkeit war geprägt von der Beschäftigung mit den transatlantischen Beziehungen insbesondere in Hinblick auf das Verhältnis zwischen Vereinigten Staaten und der Bundesrepublik Deutschland. 1991 habilitierte er sich bei Jürgen Domes an der Universität des Saarlandes mit einer Arbeit zum Amerikabild der deutschen Sozialdemokratie. Im Sommersemester 1992 vertrat er einen Lehrstuhl an der Johannes Gutenberg-Universität Mainz. Von 1992 war er als Referent für Außenbeziehungen in der Staatskanzlei Rheinland-Pfalz tätig. Hier widmete er sich insbesondere den rheinland-pfälzisch-amerikanischen Beziehungen und baute die Partnerschaft mit dem US-amerikanischen Bundesstaat South Carolina auf. Kremp war Gründungsdirektor der Atlantischen Akademie Rheinland-Pfalz. Von 2011 bis 2014 war er Leiter des Deutsch-Amerikanischen Instituts Saarbrücken.

## Schriften (Auswahl)
- mit Michael Schneider (Hrsg.): Am Sternenbanner das Geschick der Arbeiterklasse. 150 Jahre Beziehungen zwischen deutscher Sozialdemokratie und den USA, Wissenschaftlicher Verlag Trier, Trier 2013, ISBN 978-3-86821-481-9.
- (Hrsg.): Pfälzer in Amerika, Wissenschaftlicher Verlag Trier, Trier 2010, ISBN 978-3-86821-224-2.
- Politik und Tod. Von der Endlichkeit und vom politischen Handeln, Leske und Budrich, Opladen 2001, ISBN 978-3-8100-3024-5.
- In Deutschland liegt unser Amerika. Das sozialdemokratische Amerikabild von den Anfängen der SPD bis zur Weimarer Republik, Lit-Verlag, Münster/Hamburg 1993, ISBN 978-3-89473-519-7.
- Republikanische Erziehung. Aufsätze zur politischen Bildung, Ed. Herodot, Aachen 1988, ISBN 978-3-924007-62-1.
- Gewaltlosigkeit und Wahrheit. Studien zur Therapie der Gewalt bei Platon und Gandhi (zugl. Diss. Univ. München) Hain, Meisenheim am Glan 1975, ISBN 978-3-445-01306-4.